# Unity (câble à fibre optique)
Pour les articles homonymes, voir Unity.
Unity est le nom d'un câble à fibre optique sous-marin qui est en déploiement, en novembre 2009, dans l'océan Pacifique entre le Japon et les États-Unis. Coûtant 300 millions USD, il est théoriquement capable de transmettre jusqu'à 7,68 térabits par seconde. Il est détenu par un consortium composé de Google (États-Unis), Bharti Airtel (Inde), Global Transit (Malaisie), KDDI Corporation (Japon), Pacnet (Hong Kong) et SingTel (Singapour). Les points de jonctions du câble sont situées à Chikura, Préfecture de Chiba, Japon et à Los Angeles.
Le câble est fabriqué par NEC et Tyco Telecommunications (une filiale de Tyco International).